# Melinoides furva
Melinoides furva är en fjärilsart som beskrevs av W. Warren 1900. Melinoides furva ingår i släktet Melinoides och familjen mätare. Inga underarter finns listade i Catalogue of Life.